# Копистин
Кописти́н — село в Україні, у Хмельницькій міській громаді Хмельницького району Хмельницької області.

## Історія
25 квітня 1442 року польський король Владислав III Варненчик записав писарю Подільської землі Яну Домарату зі Шлядкова 50 гривень на пустці Копистин (Copestino) на ріці Бог (Boog) в Летичівському повіті Подільської землі.
З 24 серпня 1991 року село входить до складу незалежної України.
12 червня 2020 року шляхом об'єднання Хмельницької міської ради, Богдановецької сільської ради, Копистинської, Олешинської, Шаровечківської сільських територіальних громад та Водичківської, Давидковецької сільських рад, село увійшло до складу Хмельницької міської громади.

## Населення
Населення становить 1270 осіб.

### Мова
Розподіл населення за рідною мовою за даними перепису 2001 року:
| Мова       | Кількість | Відсоток |
| ---------- | --------- | -------- |
| українська | 1244      | 97.95%   |
| російська  | 24        | 1.89%    |
| білоруська | 1         | 0.08%    |
| румунська  | 1         | 0.08%    |
| Усього     | 1270      | 100%     |

## Інфраструктура
- Три продуктових і один господарський магазин
- Будинок культури
- Відділення пошти
- ФАП
- РАЙЗ
- Нафтобаза
- Кафе

Також у селі є кілька авторозбірних станцій, які приваблюють до себе клієнтів з сусіднього міста Хмельницького.
Транспортне сполучення передбачає курсування шести рейсових автобусів і приміського електропотяга.

## Галерея

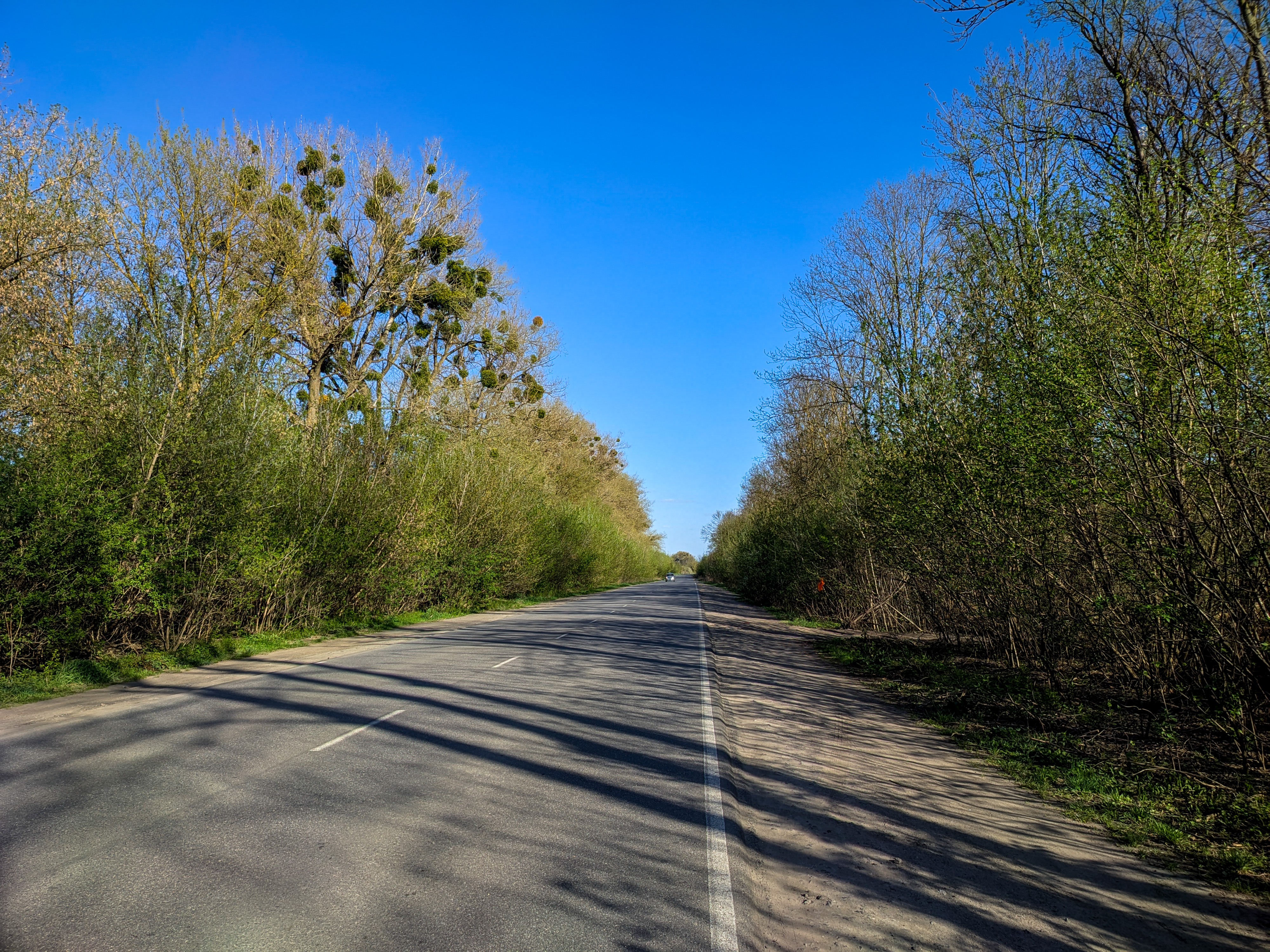
Дорога на село
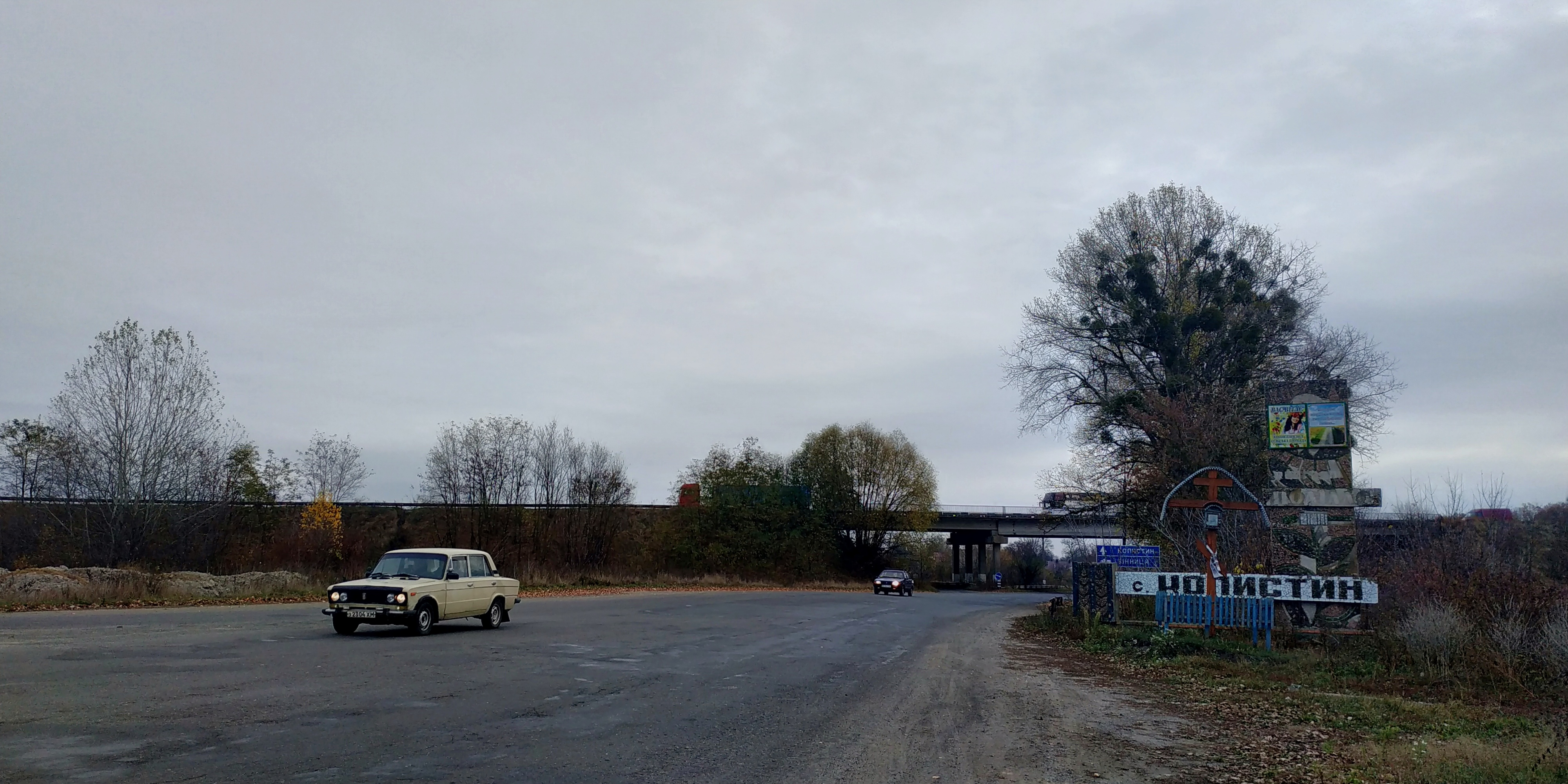
В'їзд у село
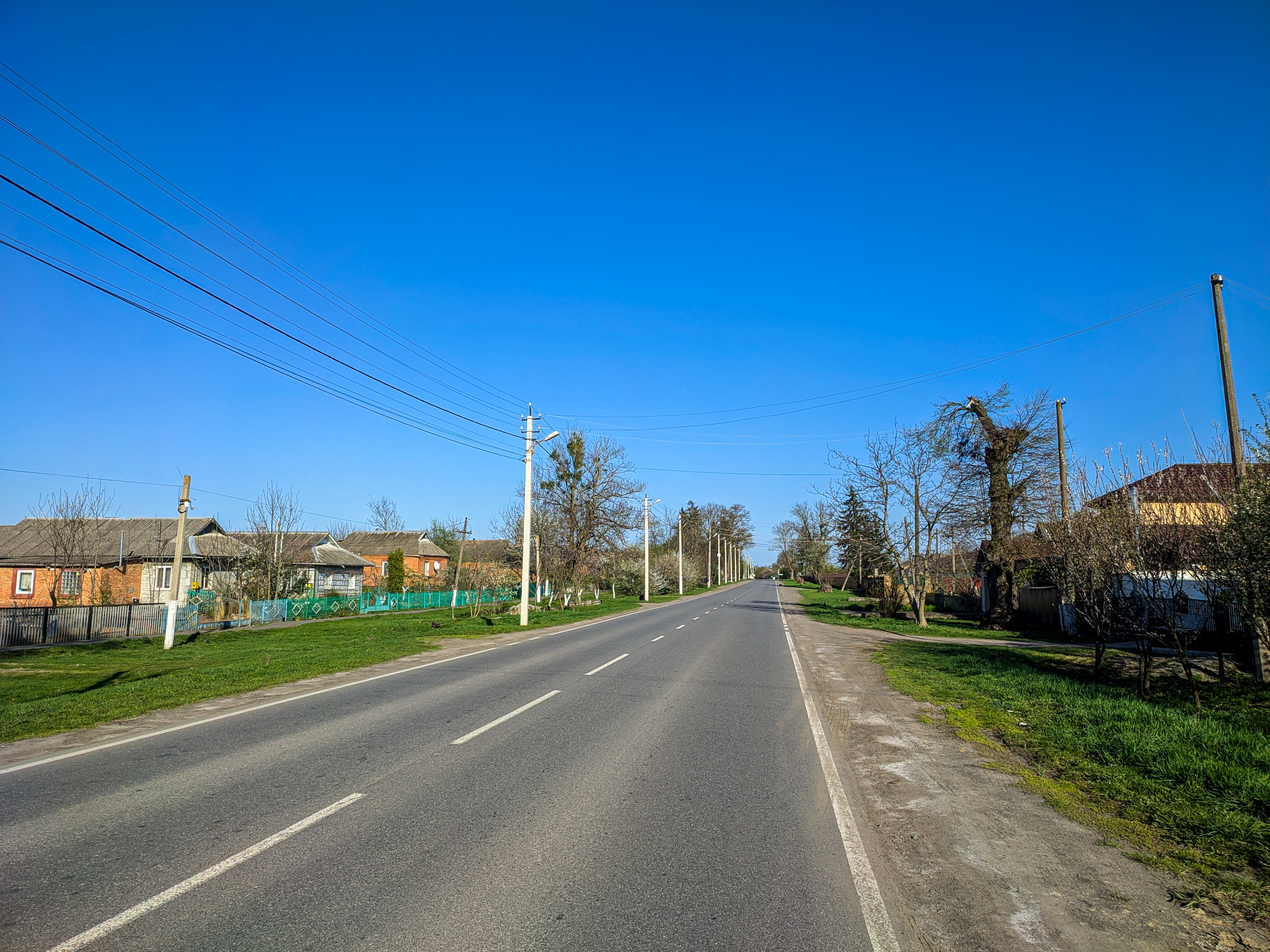
Вулиця Соборна
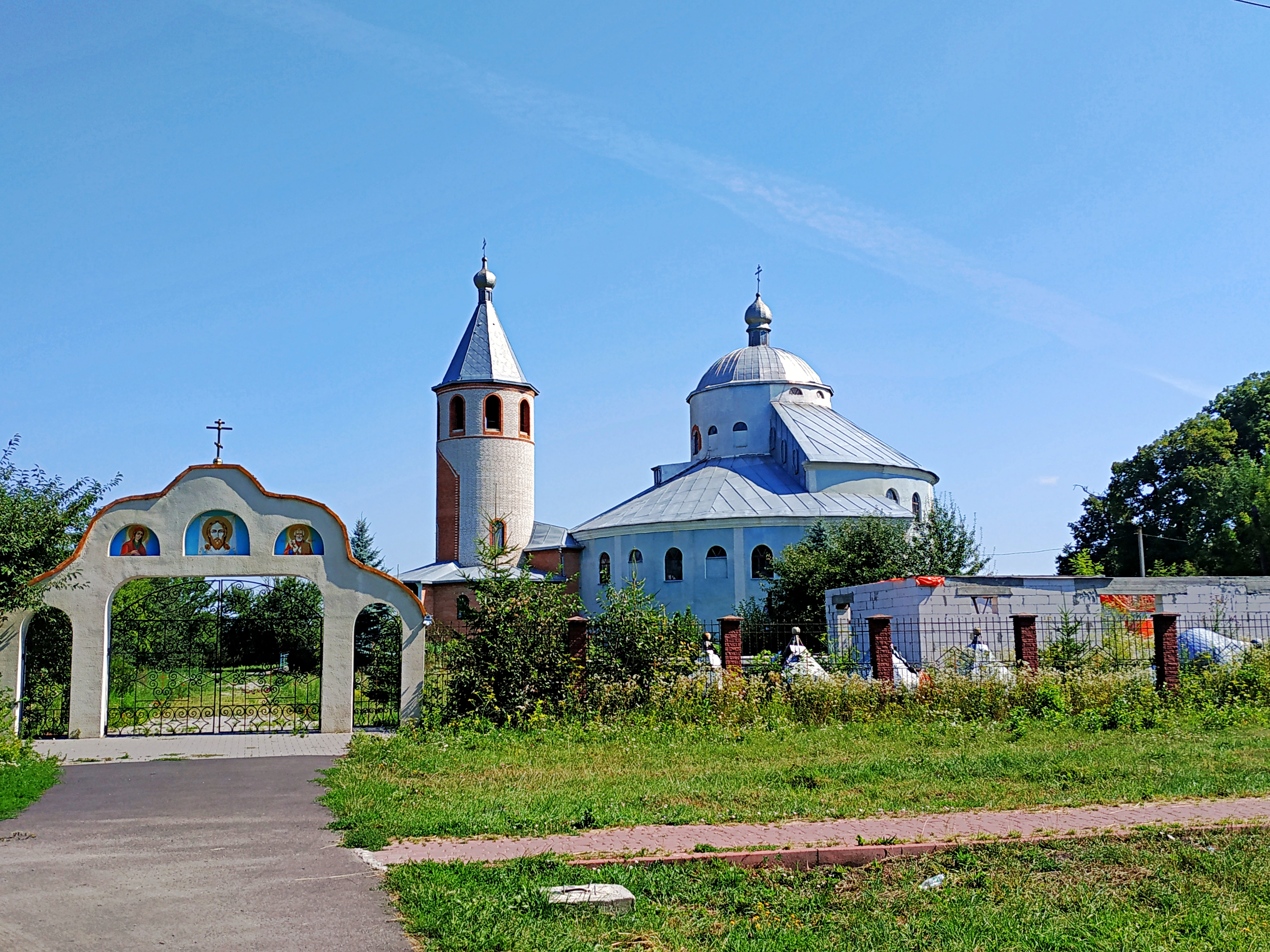
Храм в Копистині
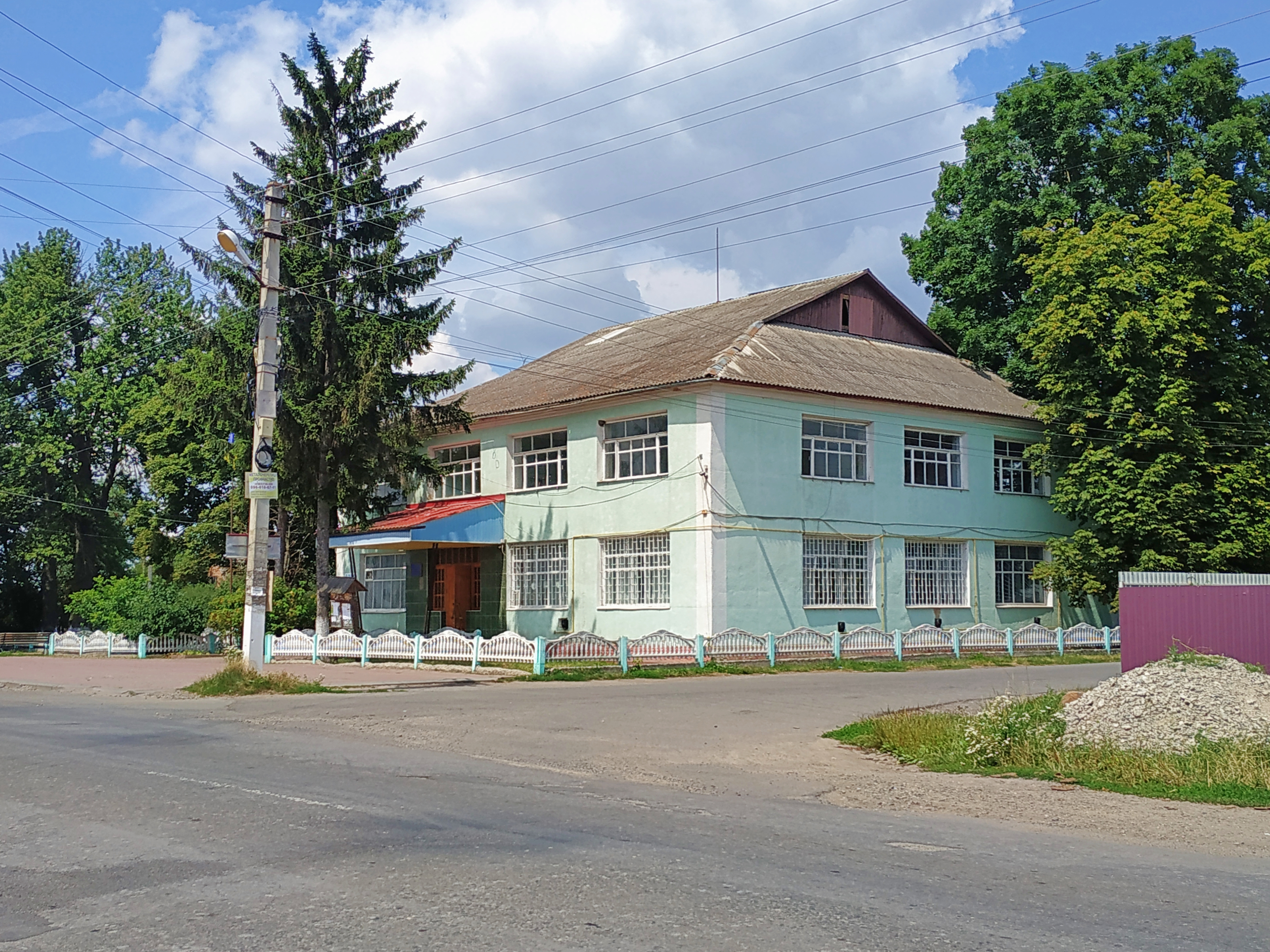
Приміщення сільської ради та поштового відділення
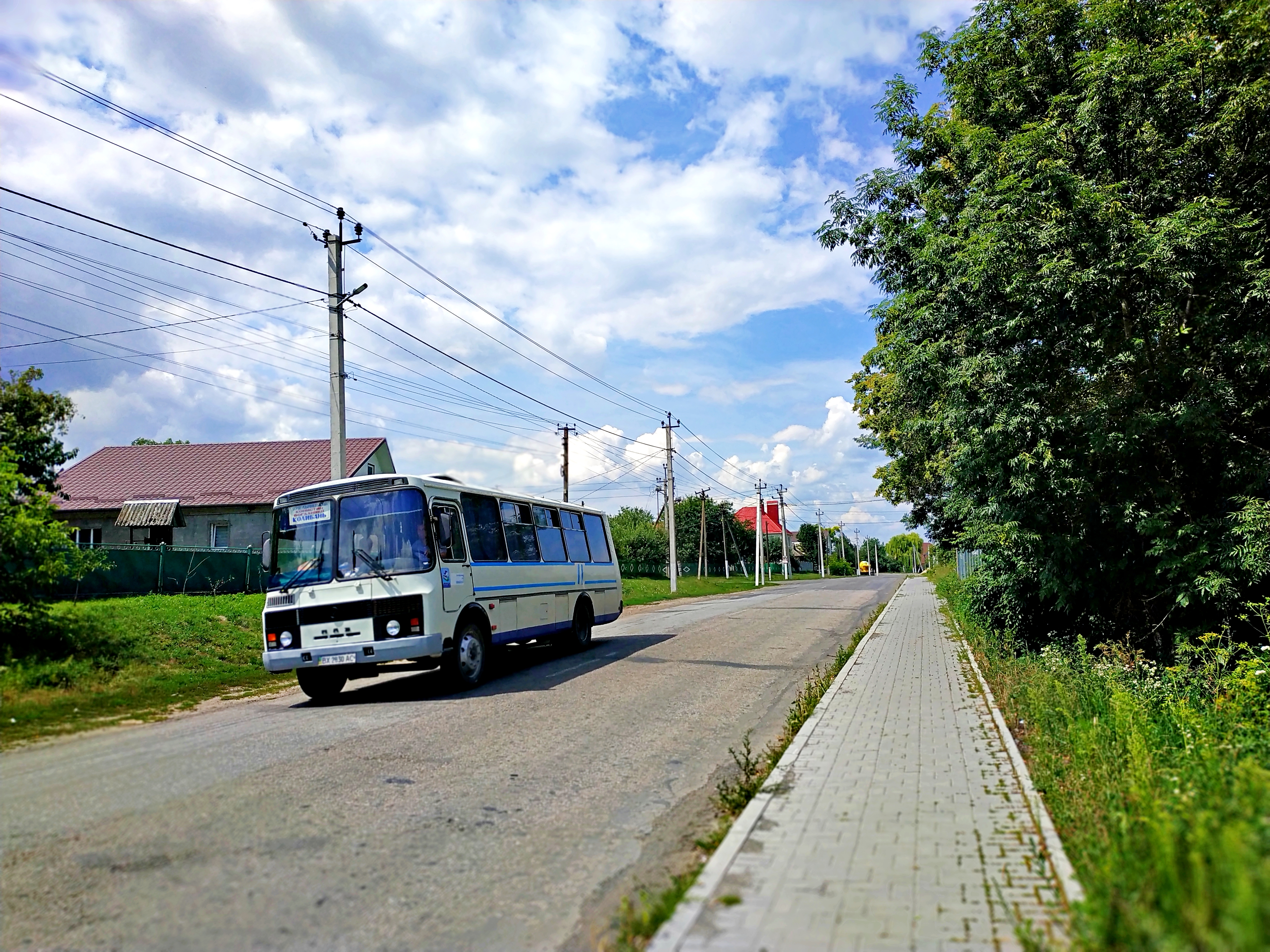
Вулиця Соборна
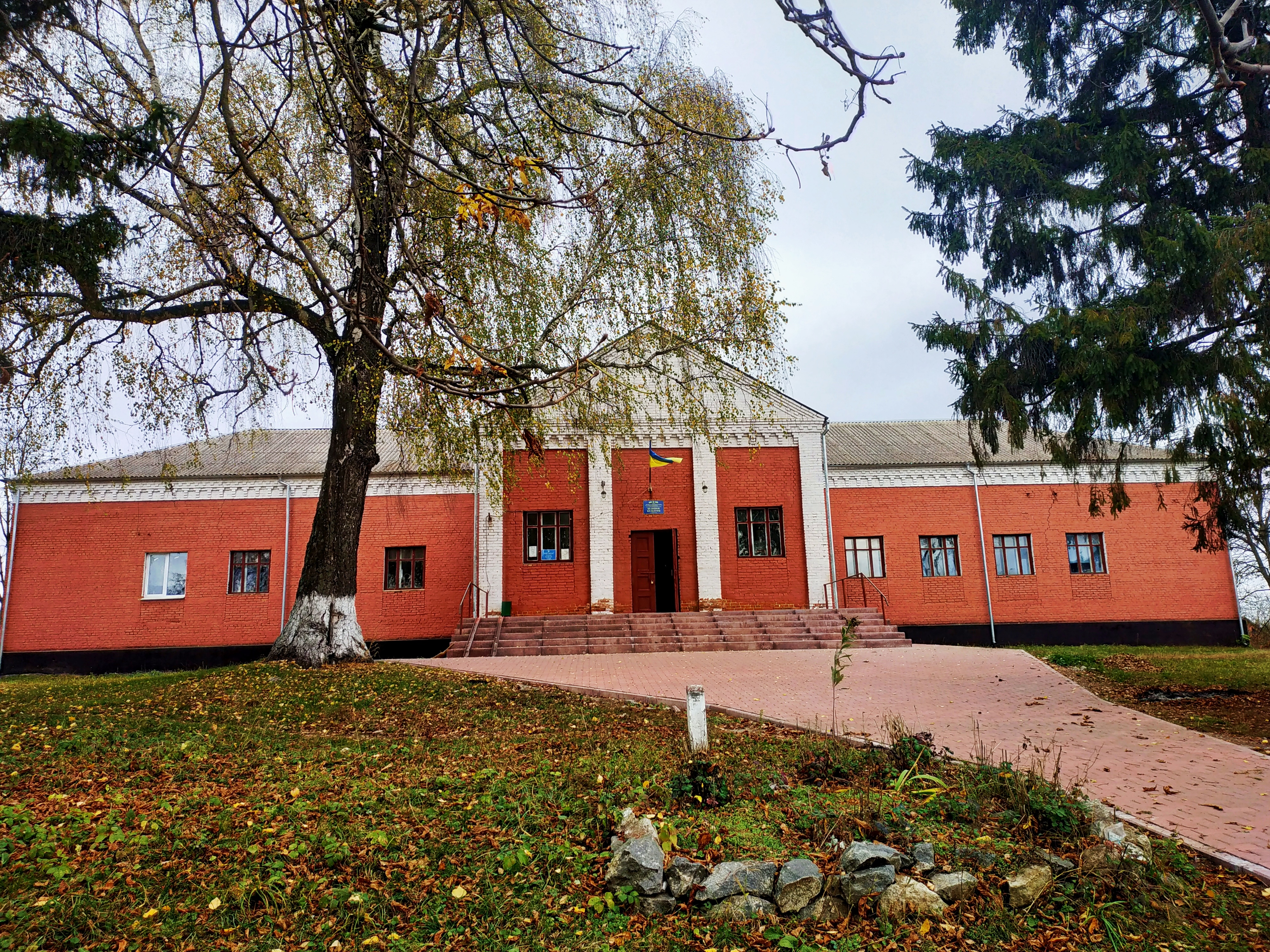
Будинок культури
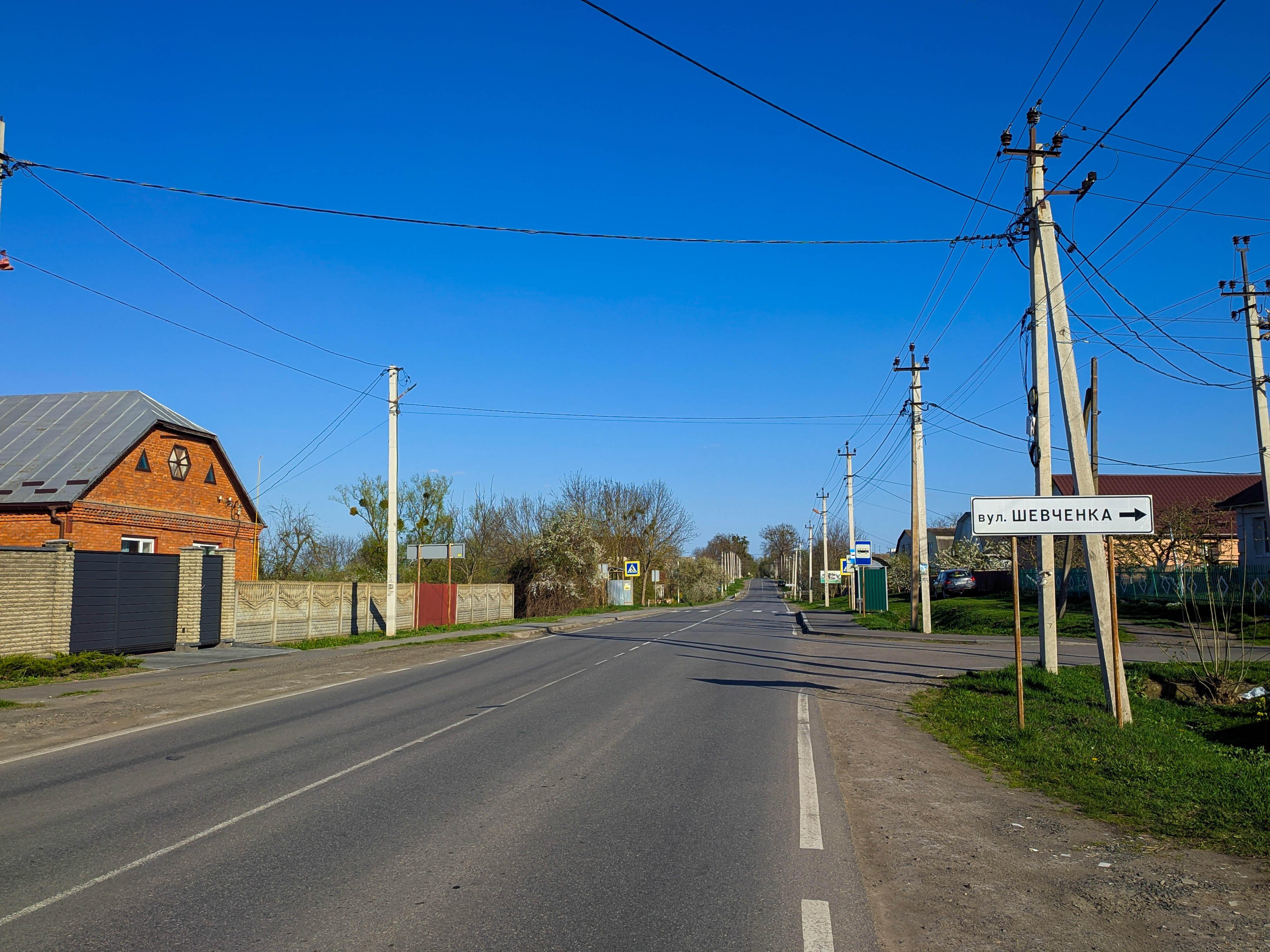
Вулиця Соборна
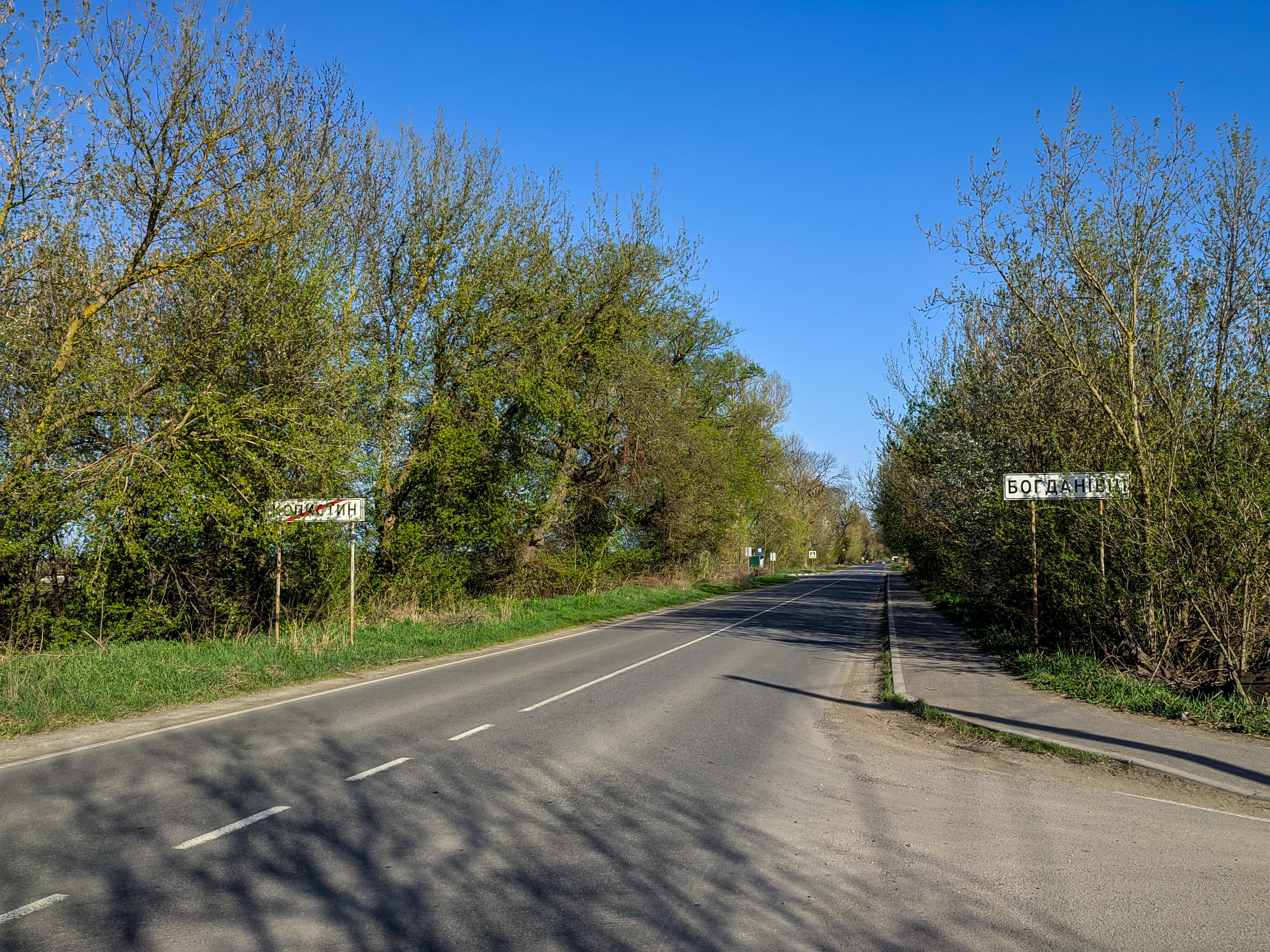
Вулиця Соборна плавно перетікає у вул. Травневу селища Богданівці